# One on One (videogioco)
One on One, presentato anche come Julius Erving and Larry Bird Go One on One e simili, è un videogioco di pallacanestro uno contro uno creato da Eric Hammond e pubblicato dalla Electronic Arts a partire dal 1983 per molti sistemi dell'epoca.
Fu il primo videogioco in assoluto con licenza ufficiale di utilizzare nomi del mondo dello sport.

## Modalità di gioco
Il giocatore può prendere il controllo di due cestisti realmente esistiti, Julius Erving o Larry Bird; il giocatore deve manovrare sia in fase di attacco cercando di fare canestro, sia in difesa nel tentativo di bloccare la palla. Durante il gioco, può accadere che un "hard dunk" mandi in frantumi l'intero tabellone di cristallo, facendo entrare in scena un inserviente vistosamente indispettito.